# Nederlandsche Stoomvaart Maatschappij Oceaan
De Nederlandsche Stoomvaart Maatschappij "Oceaan" (NSMO) was een Nederlandse rederij die met vrachtschepen een regelmatige dienst onderhield van Amsterdam op de voornaamste havens van Indonesië. (1891 - 1978)

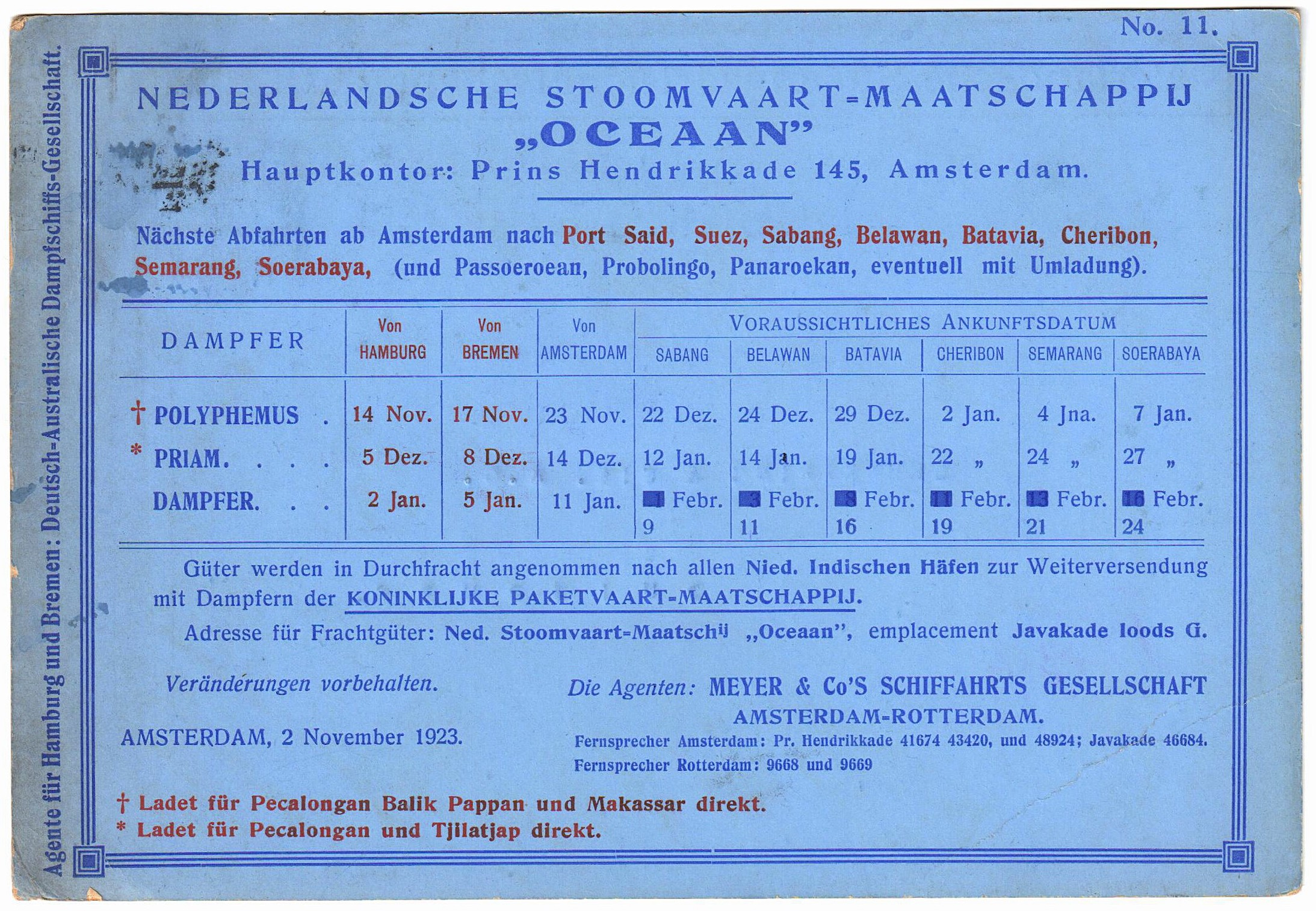
NSMO planning van december 1923

De oprichting van de Koninklijke Paketvaart Maatschappij was in 1891 de reden van de vestiging van een Nederlandse dochteronderneming van het grote Engelse scheepvaartbedrijf van A. Holt & Co., ook bekend als de Blue Funnel Line (Blauwpijpers). Deze onderneming begon in concurrentie met de Stoomvaart-Maatschappij Nederland en de Koninklijke Rotterdamsche Lloyd een lijndienst tussen West-Europa en Oost-Indië. Tot cargadoor (scheepsbevrachter) van deze nieuwe dienst werd Meyer & Co's Scheepvaart Maatschappij aangesteld, die al eerder vergeefse pogingen had ondernomen een dienst met stoomschepen te openen naar de Oost.

## Evacuaties
De ss Phrontis was een vrachtschip dat op 13 mei 1940 in IJmuiden lag. Zij kreeg 850 Duitse krijgsgevangenen aan boord. De 50 gewonden bleven aan dek, de rest werd in de twee ruimen ondergebracht. De Phrontis kwam veilig in Engeland aan. Een dag later, dus net na de capitulatie, kwam er nog een trein met 339 Duitse krijgsgevangen aan, die door de ss Texelstroom van de Hollandse Stoomboot Maatschappij naar Engeland werden gebracht. Op 22 februari 1941 ging de Texelstroom bij IJsland ten onder.
Voor zover bekend gingen vier vrachtschepen van de NSMO verloren:
| Naam          | Bouwjaar | Vergaan    | Oorzaak | Info |
| ------------- | -------- | ---------- | ------- | --- |
| ss Ixion      | 1893     | 02-10-1911 | brand   | op weg van Java naar Amsterdam; |
| ss Laertes    | 1919     | 03-05-1942 | torpedo | op weg van New York naar Bombay met 3 vliegtuigen, 17 tanks en 20 vrachtwagens aan boord; 18 van de 66 bemanningsleden overleefden de aanval niet. |
| ss Polydorus  | 1924     | 27-11-1942 | torpedo | op weg van Liverpool naar Freetown, 1 slachtoffer, 80 overlevenden Koninklijke Vermelding bij Dagorder op 4-12-1949. |
| ms Polyphemus | 1930     | 27-05-1942 | torpedo | ten Noorden van Bermuda: 15 Chinese bemanningsleden door explosie gedood, 60 overlevenden , drie reddingsboten bereikten Connecticut, de mannen van de andere twee reddingsboten werden na een week gered door een Portugees schip en naar New Bredford gebracht. |

Op 4 oktober 1978 kwam het laatste schip van de maatschappij, de Patroclus, weer onder Engelse vlag.